# KELT-9b
KELT-9b (hay HD 195689 b) là một ngoại hành tinh thuộc loại Sao Mộc siêu nóng quay xung quanh sao dãy chính loại B muộn/loại A sớm KELT-9, cách Trái Đất khoảng 670 năm ánh sáng. Hành tinh này được phát hiện bằng Kilodegree Extremely Little Telescope (KELT) và được công bố lần đầu vào năm 2016. Vào thời điểm khám phá, KELT-9b là ngoại hành tinh nóng nhất từng được biết đến.

## Sao chủ
Sao KELT-9 (tên gọi khác là HD 195689) có bán kính từ 2 đến 3 lần, khối lượng từ 2 đến 5 lần Mặt Trời. Nhiệt độ bề mặt của nó vào khoảng 10.170 K (9.897 °C; 17.846 °F), nóng bất thường đối với một ngôi sao có một hành tinh quá cảnh. Trước khi phát hiện ra KELT-9b, chỉ có 6 sao loại A được biết là có hành tinh, trong đó ngôi sao nóng nhất là WASP-33 (HD 15082) có nhiệt độ chỉ vào khoảng 7.430 K (7.157 °C; 12.914 °F); chưa sao loại B nào được biết đến có hành tinh quay quanh trước đây. KELT-9, được phân loại là B9.5-A0, nhiều khả năng là sao loại B đầu tiên được phát hiện có một hành tinh. KELT-9b có quỹ đạo tròn nhưng bị nghiêng mạnh, nó chỉ cách sao chủ 0,03462 AU với chu kỳ quỹ đạo ngắn hơn 1,5 ngày.

## Đặc trưng vật lý

Ngoại hành tinh KELT-9b quay quanh sao chủ KELT-9

KELT-9b là một hành tinh khổng lồ có kích thước tương đối lớn, với khối lượng bằng 2,8 lần Sao Mộc; nhưng do bán kính gần gấp đôi Sao Mộc nên mật độ của nó chỉ bằng một nửa hành tinh này. Cũng như nhiều Sao Mộc nóng khác, KELT-9b bị khóa thủy triều với sao chủ. Ranh giới bên ngoài của khí quyển hành tinh gần tới thùy Roche (Roche lobe), nghĩa là hành tinh này đang trải qua quá trình thoát ly khí quyển nhanh chóng do lượng bức xạ rất lớn mà nó nhận được từ sao chủ (gấp 700 lần so với WASP-33b). Năm 2020, tỷ lệ mất khí quyển đo được của ngoại hành tinh này vào khoảng 18–68 lần khối lượng Trái Đất mỗi một tỷ năm.
Sự phong phú nguyên tố của KELT-9b vẫn chưa được biết rõ cho đến năm 2022, nhưng các nhà thiên văn học nghi ngờ rằng nó có một tỷ lệ carbon–oxy thấp.
Tính đến  năm tháng 1 năm 2024, KELT-9b vẫn là ngoại hành tinh nóng nhất từng được phát hiện, với nhiệt độ phía ban ngày đạt 4.600 K (4.327 °C; 7.820 °F) – nóng hơn vài sao loại K. Phân tử ở đó bị phá vỡ thành các nguyên tử thành phần, vì vậy những nguyên tố chịu lửa mà bình thường bị cô lập lại có thể tồn tại dưới dạng biến thể của nguyên tử, bao gồm oxy trung tính, sắt trung tính (Fe) và bị ion hóa (thành cation Fe+), và titani bị ion hóa (thành cation Ti+), rồi sau đó hình thành lại một cách tạm thời khi chúng đến được phía đêm mát mẻ hơn. Điều này đã được xác nhận một cách gián tiếp bằng hiệu suất truyền nhiệt tăng cường đo được giữa mặt ngày và mặt đêm là 0,3, có khả năng được thúc đẩy bởi ẩn nhiệt do sự phân ly và tái tổ hợp của phân tử hydro. Điều đáng ngạc nhiên là quang phổ được chụp vào năm 2021 đã chỉ ra rõ ràng sự hiện diện của oxide kim loại và hydride trong khí quyển hành tinh, mặc dù quang phổ có độ phân giải cao hơn được chụp cùng năm không tìm thấy bất kỳ phát xạ phân tử nào từ mặt ban ngày của nó.

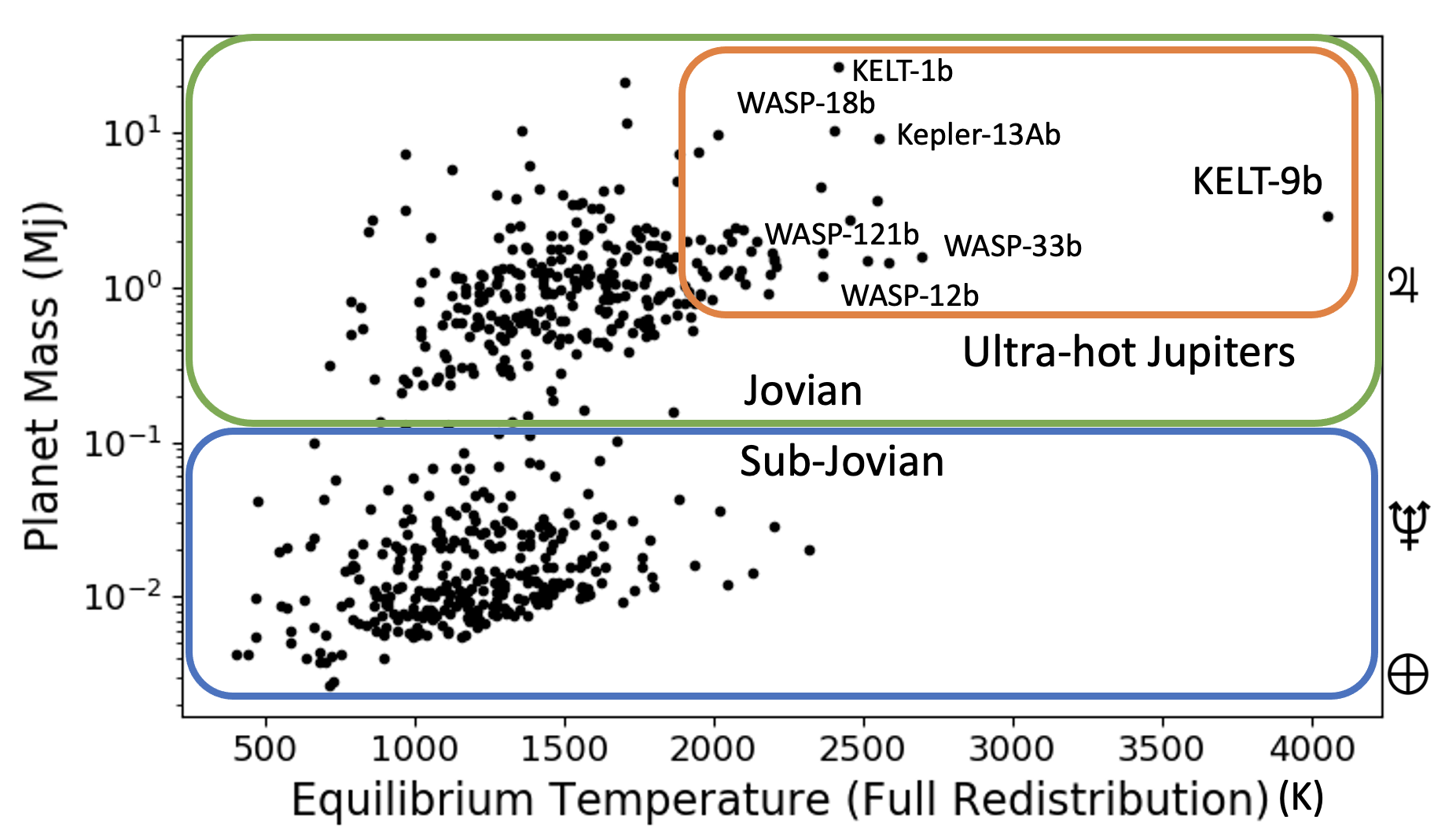
Biểu đồ này cho thấy nhiệt độ và khối lượng trung bình của các ngoại hành tinh so với Sao Mộc (Mj) tính đến năm 2022.

Tầng nhiệt của KELT-9b dự tính sẽ nóng tới 10.000–11.000 K (9.727–10.727 °C; 17.540–19.340 °F) do quá trình ion hóa các nguyên tử kim loại nặng như sắt.
| Sao Mộc | KELT-9b |
| ------- | ------- |
| Sao Mộc | KELT-9b |

## Các mùa trong năm
Sao KELT-9 có kích thước lớn gấp đôi Mặt Trời, nhưng lại hoàn thành một vòng tự quay quanh trục chỉ trong 16 giờ (nhanh gấp 38 lần Mặt Trời). Tốc độ quay nhanh khiến hai cực của nó trở nên phẳng hơn và phần giữa được mở rộng, làm cho các cực nóng lên trong khi vùng xích đạo lại trở nên mát mẻ. Theo một nghiên cứu do tiến sĩ John Ahlers và cộng sự tiến hành, dựa trên các quan sát của kính viễn vọng không gian TESS, KELT-9b sẽ xuất hiện mùa hè mỗi khi chuyển động trên một trong hai cực và mùa đông mỗi khi bay qua phần giữa lạnh hơn của sao chủ. Điều này khiến hành tinh trải qua 2 mùa hè và 2 mùa đông mỗi 36 giờ, tương đương một chu kỳ quỹ đạo, hay 9 giờ mỗi mùa.